# أليس مونرو
أليس مونرو (بالإنجليزية: Alice Munro) هي كاتبة قصة قصيرة كندية ( 10 يوليو عام 1931- 13 مايو 2024) حائزة على جائزة نوبل في الأدب في أكتوبر 2013. اعتبرت لجنة منح الجائزة أن القصص القصيرة التي تؤلفها الكاتبة هي من بين الأفضل في العالم حالياً. سبق لها الحصول على جائزة البوكر للآداب في عام 2009. تتناول معظم قصص مونرو عن الحب والصراع والحياة في الريف، كتبت مونرو العديد من القصص القصيرة،

## سيرتها
ولدت أليس مونرو (واسمها عند الولادة أليس آن لايدلو) في ويغام أونتاريو في كندا، والدها روبرت إيريك لايدلو كان مزارعا، يعمل في تربية الثعالب والسمّور، ثم انتقل لاحقًا إلى تربية الديوك الرومية. والدتها آنا كلارك لايدلو (تشامني قبل الزواج) كانت تعمل مُدرسة، تنحدر مونرو من أصول إيرلندية واسكتلندية. يُقال إن والدها من نسل الشاعر الاسكتلندي جيمس هوغ، المعروف بلقب "راعي إتريك".
بدأت أليس الكتابة في سن مبكرة، ونشرت أول قصة لها بعنوان "أبعاد ظلّ" عام 1950، وذلك أثناء دراستها الأدب الإنجليزي والصحافة في جامعة أونتاريو الغربية بفضل منحة دراسية مدتها سنتان. وخلال تلك الفترة، عملت كنادلة، وأمينة مكتبة. وفي عام 1951، غادرت الجامعة—التي التحقت بها عام 1949. تزوجت من جيمس مونرو، وفي عام 1963 انتقلت أليس وزوجها إلى فكتوريا. درست مونرو اللغة الإنجليزية في جامعة ويسترن أونتاريو، تركت الجامعة في عام 1951
تزوجت مونرو أول مرة عام 1951 وانتهى الزواج بالطلاق عام 1972، أنجبت مونرو أربعة أطفال من جيمس مونرو (توفي أحدهم بعد الولادة بفترة قصيرة)، وكانت تحاول الكتابة كلما سنحت لها الفرصة، حيث كان زوجها يشجعها بتولي رعاية الأطفال والطهي أثناء عملها في المكتبة. انتقل الزوجان إلى منطقة دونداراف في فانكوفر الغربية بسبب عمل جيمس في متجر كبير. في عام 1963، استقرا في مدينة فيكتوريا، حيث افتتحا مكتبة "مونرو للكتب"، التي لا تزال قائمة حتى اليوم.
تزوجت مرة أخرى عام 1976 من جيرالد فريملين وهو عالم جغرافيا وتوفي في إبريل 2012.
بعد نشرها لعدد من القصص في مجلات صغيرة. كتبت صحيفة فانكوفر صن سنة 1961 مقالًا قصيرًا عنها بعنوان "ربة منزل تجد وقتًا لكتابة القصص القصيرة"، ووصفتها بأنها "أكثر الكاتبات الجيدات اللائي لم يحظين بالثناء". ورغم دعم زوجها، وجدت مونرو صعوبة في التفرغ للكتابة وسط أعباء الأعمال المنزلية، مما جعلها تميل إلى كتابة القصص القصيرة بدلاً من الروايات التي كان ناشرها يفضلها.
كثيرًا ما تُقارَن أليس مونرو بالكاتب الروسي أنطون تشيخوف، نظرًا لما تتسم به كتاباتها من حس إنساني ونظرة إلى أعماق النفس. فهي توثق التجربة البشرية بكثير من التسامح في تصويرها لتعقيدات الحياة والعلاقات.
خضعت مونرو عام 2009 لعملية جراحية لاستئصال السرطان.
في 1980 عينت مونرو في منصب الكاتب المقيم في جامعة كولومبيا البريطانية وجامعة كوينزلاند.

## اسلوبها
تتميّز أعمال أليس مونرو بتركيزها المحلي، حيث تدور العديد من قصصها في مقاطعة هورون بأونتاريو، ما يُضفي طابعًا محليًا واضحًا على سردها. وعندما سُئلت عقب فوزها بجائزة نوبل: "ما المثير في وصف الحياة في بلدة كندية صغيرة؟"، أجابت ببساطة: "عليك أن تكون هناك." ومن الخصائص الأسلوبية الأخرى في كتاباتها استخدام الراوي العليم. وغالبًا ما يُقارن عالمها القصصي المحلي بكتّاب نشأوا في جنوب الولايات المتحدة الريفي، حيث تواجه شخصياتها أعرافًا وتقاليد متجذّرة.
تناولت مونرو في قصصها الأولى موضوع الفتاة في مرحلة التكوين، وهي تحاول فهم نفسها وأسرتها ومجتمعها الصغير. لاحقًا، اتجهت لمواضيع مثل الكراهية، الصداقة، الخطبة، الحب، الزواج (2001) وهروب (2004) تحوّل اهتمامها إلى قضايا منتصف العمر، والمرأة الوحيدة، والشيخوخة. وتتميّز كتاباتها ببساطة الأسلوب وعمق المضمون، إذ تكشف نثرها عن تعقيدات الحياة وتناقضاتها: فهو ساخر وجاد في آنٍ واحد، ويتناول التدين والتعصب، والمعرفة الخاصة عديمة النفع، والانفعالات الصاخبة والمبهجة، إلى جانب القسوة واللذة في آنٍ معًا. وتزاوج مونرو بين العادي والعجائبي في سردها، ما يمنح قصصها واقعية نابضة بالحياة. ويرى الناقد روبرت ثاكر أن كتابات مونرو تخلق "اتحادًا وجدانيًا بين القرّاء، يبدو واضحًا لدى النقاد بشكل خاص. إذ يجذبنا إلى نصوصها شعور بالكينونة... الإحساس بأن نكون بشريين بكل بساطة".
غالبًا ما اعتبر النقاد أن قصص مونرو القصيرة تمتلك عمقًا أدبيًا وعاطفيًا يُضاهي ما يوجد في الروايات. وقد تساءل البعض عمّا إذا كانت مونرو تكتب قصصًا قصيرة بالفعل أم روايات مصغّرة، فيما علّق الكاتب أليكس كيغان في مجلة Eclectica قائلًا: "من يهتم؟ في معظم قصص مونرو هناك من الغنى ما يوجد في كثير من الروايات."
نُشرت أول أطروحة دكتوراه عن أعمال مونرو عام 1972، كما صدر أول كتاب يضم أوراق المؤتمر الأول حول أعمالها، والذي انعقد في جامعة واترلو، بعنوان فن أليس مونرو: قول ما لا يُقال، عام 1984. وخلال عامي 2003 و2004، خصصت مجلة Open Letter الكندية أربعة عشر مقالًا لدراسة أعمالها، وفي عام 2010 خصّصت مجلة Journal of the Short Story in English عددًا خاصًا بها، بينما ركّز عدد من مجلة Narrative عام 2012 على قصة واحدة فقط من أعمالها، هي "شغف" (2004)، وقد تضمّن العدد مقدمة، وملخصًا للقصة، وخمسة مقالات تحليلية.

## جائزة نوبل في الأدب
في 10 أكتوبر 2013، مُنحت مونرو جائزة نوبل في الأدب، وتعتبر المرأة رقم 13 في تاريخ جائزة نوبل.

## وفاتها
توفّيت أليس مونرو يوم الاثنين الموافق 13 مايو 2024، في منزلها في أونتاريو، عن عمر ناهز الثانية والتسعين.

## مؤلفاتها

### مجموعة قصص ترجمت للعربية
- رقصة الظلال السعيدة: Dance of the Happy Shades (1968)، نالت جائزة الحاكم العام في كندا عن القصة
- حلم أمي
- أقمار المشتري (1968)
- العاشق المسافر
- سر يؤرقني
- [[مسيرة الحب The Progress of Love (1986)
- أسرار معلنة Open Secrets (1994)
- حب امرأة طيبة The Love of a Good Woman (1998)
- كراهية وصداقة وغزل وحب وزواج Hateship, Friendship, Courtship, Loveship, Marriage (2001)
- الهروب Runaway (2004)
- المنظر من صخرة القلعة The View from Castle Rock (2006)
- سعادة مفرطة Too Much Happiness (2009)
- المتسولة
- حياتي العزيزة Dear Life (2012) وهي آخر قصة لها.

### قصص أخرى
أبعاد الظل، عام 1950 أول قصة قصيرة لها
Lives of Girls and Women (1971)[107]
Something I've Been Meaning to Tell You (1974)
Who Do You Think You Are? (1978)]
Friend of My Youth (1990)

## روابط خارجية
- أليس مونرو على موقع IMDb (الإنجليزية)
- أليس مونرو على موقع الموسوعة البريطانية (الإنجليزية)
- أليس مونرو على موقع مونزينجر (الألمانية)
- أليس مونرو على موقع ميوزك برينز (الإنجليزية)
- أليس مونرو على موقع إن إن دي بي (الإنجليزية)
- أليس مونرو على موقع ديسكوغز (الإنجليزية)
- أليس مونرو على موقع قاعدة بيانات الفيلم (الإنجليزية)